# أحمد الزاوي
أحمد الزاوي هو عضو جزائري في الجبهة الإسلامية للإنقاذ. وصل نيوزيلندا في 4 ديسمبر 2002 حيث طلب اللجوء. وتم سحب اعتراضات جهاز الاستخبارات الأمنية بنيوزيلندا في سبتمبر 2007، مما سمح له بالبقاء في نيوزيلندا.

## الخلفية

### قبل 1991
ولد أحمد الزاوي في الإدريسية، في ولاية الجلفة وكان واحدًا من بين عشرة أطفال وابنًا لإمام من أهل السنة المسلمين. انتقلت عائلته إلى بلدة المدية عندما كان صغيرًا، وبعد الانتهاء من المدرسة الثانوية، التحق بجامعة محمد بن سعود في الرياض بالمملكة العربية السعودية بين عامي 1980 و1985، وحصل على ليسانس الآداب. وأثناء هذه الفترة، خطب وتزوج من سيدة جزائرية. وبعد عودته، أجرى الدراسات العليا في جامعة الجزائر وتولى منصب إمام، وأستاذ مساعد في علم الإلهيات بجامعة الجزائر.

### 1991–2000: الجزائر وأوروبا
في عام 1991، عقدت الجزائر أول انتخابات متعددة الأحزاب منذ الاستقلال. وكان أحمد الزاوي مرشحًا للجبهة الإسلامية للإنقاذ (بالفرنسية: Front Islamique du Salut أو FIS). ومع ذلك، ألغت الحكومة انتخابات 1991 بعد أن أظهرت نتائج الجولة الأولى أن الجبهة الإسلامية للإنقاذ قد تفوز، مشيرة إلى مخاوف من أن حزب الإسلام السياسي سينهي الديمقراطية. وعندما قامت الحكومة بعد ذلك بمنع الجبهة الإسلامية للإنقاذ واعتقال الآلاف من أعضائها، سرعان ما ظهر المقاتلون الإسلاميون وبدؤوا شن حملة مسلحة ضد الحكومة ومؤيديها وبدأت حرب العشرية السوداء في الجزائر.
في عام 1993، فر الزاوي إلى أوروبا. وحوكم وأدين غيابيًا من قبل الحكومة الجزائرية بتهمة «إنشاء منظمة إرهابية لزعزعة استقرار مؤسسات الدولة وترويع السكان» وتهمة «التآمر ضد الدولة، والتآمر الجنائي والتحريض على التمرد المسلح والاغتيالات، وتدمير الممتلكات» في مايو 1996 وفي فبراير 1997، على التوالي. وكان حكم التهمتين هو السجن مدى الحياة. ومع الاحتجاج بأن التقارير الصادرة عن منظمة الشرطة الجنائية الدولية (الإنتربول) كانت غير مكتملة، اشتكى الزاوي ووجدت هيئة استئناف اللاجئين بنيوزيلندا ضده ستة أحكام بالسجن مدى الحياة، وكذلك حكمين بالإعدام. وانتقدت جماعات حقوق الإنسان المحاكمات الجزائرية لانتهاك القواعد الأساسية للعدالة.
في مارس 1994، اتهمته بلجيكا بأنه «محرض أو رئيس منظمة إجرامية»، وكذلك تهمتين باستخدام جوازات سفر زائفة. وتمت تبرئته في المحاكمة الأولى ولكن أدين في الاستئناف وحكم عليه بالسجن أربع سنوات مع وقف التنفيذ.
وبينما كان لا يزال تحت أمر اعتقال يحدد إقامته بمنزل بلجيكي ويقصر تحركاته على الشارع الذي يعيش فيه، سافر بصورة غير شرعية إلى سويسرا. رفضت السلطات السويسرية طلبه للحصول على اللجوء السياسي بسبب نشاطاته السياسية الجارية، وتوصلت إلى اتفاق مع بوركينا فاسو بنفي الزاوي وعائلته إلى هناك، في حين لا تزال توفر له 1500 فرنك سويسري كمساعدة شهرية.

### 2000–2002: السفر إلى آسيا ثم إلى نيوزيلندا
غادر الزاوي بوركينا فاسو وسافر إلى ماليزيا مع عائلته في عام 2000، وانخرط وهو في منفاه في النشاط السياسي مع الجبهة الإسلامية للإنقاذ.
في عام 2001، حكمت عليه فرنسا غيابيًا بتهمة «الاشتراك في مجموعة إجرامية بهدف الإعداد لأعمال إرهابية».
خلال الفترة التي قضاها في ماليزيا، قام رئيس دوائر الشرطة الجزائرية بعمل زيارة لملاحظة أساليب الشرطة الماليزية. واعتقد الزاوي أن تلك الزيارة كانت ستارًا، وأن السبب الحقيقي من ورائها هو وجوده بماليزيا وأن السلطات الماليزية كانت تجهز لاعتقاله. وقرر ترك ماليزيا، ووصل في 2 ديسمبر 2002 إلى نيوزيلندا عبر فيتنام باستخدام جواز سفر زائف من جنوب أفريقيا.

## السجن في نيوزيلندا
في طريقه إلى نيوزيلندا، حاول الزاوي إتلاف جواز السفر الجنوب إفريقي الزائف، وعند الوصول طلب اللجوء. وعلى الرغم من أن هويته كانت سرية في البداية، إلا أن اسمه قد تسرب بشكل غير شرعي لوسائل الإعلام وأصبح موضوعًا للجدل السياسي وانتقادات الإعلام.
تم رفض طلبه الأول للجوء السياسي من فرع اللجوء (RSB) بدائرة الهجرة في نيوزيلندا. وعلى الرغم من الاعتراف بخوف شديد من الاضطهاد، إلا أنه تم استبعاده حيث أن فرع اللجوء هناك كان سببًا في الاعتقاد أنه ارتكب أنشطة إجرامية أو إرهابية خطيرة، بالاستناد أساسًا على أدلة مقدمة من جهاز الاستخبارات الأمنية بنيوزيلندا.
أصدرت وكالة الاستخبارات الأمنية بنيوزيلندا (SIS) في حقه شهادة خطر أمني في مارس 2003. وطلب الزاوي حينها مراجعة الشهادة. وبينما لم يتم التصريح علنًا بالأمر في ذلك الوقت، إلا أن المحكمة العليا أمرت في فبراير 2004 وكالة الاستخبارات الأمنية بنيوزيلندا بإصدار ملخص بالادعاءات لمحامي الزاوي الذين قاموا حينها بنشره للإعلام. استبعد الملخص معلومات سرية لم يُطلب من SIS كشفها. ونشر محامو الزاوي ردًا على كل نقطة بالملخص.
بعد إلقاء القبض عليه، تم حبسه في البداية لمدة عشرة أشهر في سجن بارموريمو حيث تم وضعه في «نظام الانفراد» بحراسة قصوى. وبينما وصف الزاوي وأنصاره هذا على أنه حبس انفرادي، إلا أنه تم طرحه «كخرافة» من قبل إدارة السجون بنيوزيلندا. ومع ذلك، في أكتوبر 2003 تم استعراض قضيته، ومع ذكر «المدة المتوقعة قبل إنهاء الإجراءات القانونية»، نقلته إدارة السجون إلى سجن أوكلاندالاحتياطي حيث تم وضعه في «نظام الاختلاط العادي» بحراسة متوسطة.

### حالة اللجوء
في أغسطس 2003، أعلنت هيئة استئناف اللاجئين أن كلاً من إدانتي بلجيكا وفرنسا للزاوي «خطيرة» ومنحته حق اللجوء. وتعليقًا على المعلومات المتاحة لها من أجل تقييم مطالبة الزاوي، ذكرت هيئة استئناف اللاجئين أنها «... اندهشت كيف أنه كان محدودًا والطبيعة محل التساؤل لبعض المحتويات» وأنها «... لا توفر دليلاً على أنه قد ارتكب أي عمل من أعمال العنف أو الإرهاب أو خطط له أو شارك فيه والذي يتطلب استبعادهم له بموجب المادة 1F من اتفاقية حماية اللاجئين».
“ 

### الاهتمام السياسي والقضية المشهورة
جذبت القضية اهتمامًا إعلاميًا وسياسيًا بالغًا. دافعت حكومة نيوزيلندا عن معاملتها للزاوي واحتفظت بمعلومات أنه كان خطرًا حقًا. في سبتمبر 2004، ذكر مكتب رئيس الوزراء هيلين كلارك أن الزاوي له صلة بتنظيم القاعدة، ولكن سحبت كلارك هذا الادعاء في وقت لاحق قائلة إن «المكتب ربما يكون ذهب بعيدًا في تحديد هذه الصلة». هاجم حزب نيوزيلندا أولاً طلب الزاوي للجوء، بينما تحدى حزب مناصري حماية البيئة العمليات التي تجعله مسجونًا وعلى خطر النفي.
في 20 أكتوبر 2004، شارك العديد من أنصاره في إطلاق كتاب عن سيرته الذاتية في بهو بيهايف في ويلينغتون.
في أكتوبر 2005، نشر الزاوي كتاب الطيور المهاجرة، وهو كتاب من 24 قصيدة كتبها ردًا على سجنه. كانت القصائد باللغتين العربية والإنجليزية. القصيدة رقم 25، سوف يعود، من أنتظره، أطلقت عليها إيما نيل، محررة سلسلة أفضل القصائد بنيوزيلندا لعام 2004، أنها أهم قصيدة في نيوزيلندا لعام 2004.
لاقت قضيته اهتمامًا من عدد من المشاهير والبارزين النيوزيلنديين. وظهر في الفيديو الموسيقي لأغنية ديف دوبين "مرحبا بك في وطنك، وأيضًا ظهر على المسرح مع دوبين عند أداء الأغنية في حفل توزيع جوائز الموسيقى بنيوزيلندا.

### إطلاق السراح
في 9 ديسمبر 2004، قامت المحكمة العليا في نيوزيلندا بإطلاق سراح الزاوي بكفالة. وعلى الرغم من معارضة ولي العهد، سمحت له المحكمة بالإقامة في دير الدومينيكان في وسط أوكلاند. وكان لزامًا عليه أن يقدم تقريرًا للشرطة مرتين أسبوعيًا ويقضي كل ليلة في الدير ما بين الساعة العاشرة مساءً والسادسة صباحًا.

### سحب شهادة الخطر الأمني
في يوم 13 سبتمبر 2007، سحب رئيس جهاز الاستخبارات الأمنية، د. وارن تاكر، شهادة الخطر الأمني ضد الزاوي ذاكرًا ثلاثة أسباب رئيسية:
1. تعاون الزاوي في توفير المعلومات للسلطات.
2. معلومات سرية إضافية، والتي أظهرت أن رفاقه كانوا متورطين في الإرهاب ولكن ليس الزاوي نفسه.
3. الفترة الزمنية التي قضاها في نيوزيلندا، والفترة الزمنية التي انقضت من وقت إدانته.

يعني سحب شهادة الخطر الأمني أن حكومة نيوزيلندا قد سحبت اعتراضاتها الأمنية على وضع اللجوء، وهو ما أكدته هيئة استئناف اللاجئين في أغسطس 2003. كان الزاوي «متشوقًا ومسرورًا»، وذكر أنه كان «... سعيدًا، ليس فقط لمسح اسمي من هذه الشهادة ولكن لأن نظام شهادات الخطر الأمني بأكمله يمكن الآن إعادة النظر فيه.»

### آفاق
في 29 سبتمبر 2005، تم عقد استفتاء في الجزائر وأسفر عن ميثاق السلم والمصالحة الوطنية، ومنح العفو لأولئك المسجونين والمدانين خلال الحرب الأهلية، وأكد النقاد بأنه حر في العودة بأمان. وعلى الرغم من ذلك، تم منح الزاوي حق اللجوء في نيوزيلندا، ولديه حرية البقاء في الدولة.
الزاوي له زوجة وأربعة أطفال كانوا يعيشون بشكل غير قانوني في كوالا لامبور في ماليزيا منذ عام 2000 حتى لحقوا به في نيوزيلندا في 26 أكتوبر 2007.
تم تقديم طلب سابق لإحضارهم إلى نيوزيلندا في أواخر 2006، ولكن ذكر وزير الهجرة في ذاك الوقت ديفيد كيونليف أن الوقت غير مناسب نظرًا لبحث أمر شهادة الخطر الأمني للزاوي.
في عام 2009، انتقل الزاوي وأسرته إلى بالمرستون نورث حيث نوى الدراسة في جامعة ماسي. وعمل بدوام جزئي مع جمعية المسلمين في ماناواتو Muslim Association. وفتح مطعم كباب في بالمرستون نورث يسمى وردة الصحراء. وفي أوائل 2012، عاد الزاوي إلى أوكلاند وبدأ العمل في قاعة طعام في طريق كارانجهاب.

## الإصدارات
- Migrant Birds (2005) ISBN 1-877333-36-0
- O Poetry, My Shadow in Landfall Issue 211 (Autumn 2006) edited by Tze Ming Mok ISBN 1-877372-90-0

## وصلات خارجية
- “Free Ahmed Zaoui” website

مقالات صحفية
- The Ahmed Zaoui Case – The Gordon Campbell Series
- Terrorism and betrayal: the untold Zaoui story
- Zaoui party: high ideals and terror
- Benefit for Zaoui may cost $10,000, says MP
- Zaoui a reluctant celebrity
- Tracing Ahmed Zaoui's trial in Belgium
- Belgians convinced Zaoui involved with terrorists
- European lawyers deny Zaoui 'flaws'
- Judges loath to take up SIS position
- Naive Zaoui supporters ignoring evidence, says National
- Ahmed Zaoui transferred to ACRP following management plan review
- Fearful wait for Zaoui's family - Joffe Quote